# Ярославка (Омская область)
Яросла́вка — деревня в Тюкалинском районе Омской области. Входит в состав Атрачинского сельского поселения.

## История
Основана в 1894 году. В 1928 году деревня состояла из 169 хозяйств, основное население — русские. В административном отношении являлась центром Ярославского сельсовета Тюкалинского района Омского округа Сибирского края.

## Население
| 1926 | 2010 |
| ---- | ---- |
| 1024 | ↘361 |

## Улицы
- ул. Гагарина,
- ул. Карбышева,
- ул. Ленина.